# スマイリー原島のRockin' special
スマイリー原島のRockin' special（スマアイリーはらしまのロッキンスペシャル）はcross fmが放送していたラジオ番組。放送時間は木曜20:00-22:00(不定期, 通常ならこの時間帯は「music forest」が放送されていた。)。今はなき「天神きらめき通りスタジオ」から放送していた。2009年4月放送開始。
2010年3月以降の放送がなく、cross fmのホームページのナビゲーターリストにスマイリー原島の名が現在掲載されていない。
タイトルは「スマイリー原島のRock'in special」であるが、放送の際はspecialの部分に放送される月の英語が入る。

## ナビゲーター
- スマイリー原島
- ヘイ太郎（栗田善太郎）

## 放送回
- Rockin' April（2009年4月1日）
- Rockin' May（2009年5月7日）
- Rockin' June「〜we love BOSS〜TRIUTE to 忌野清志郎」
  - ゲストにTOGGY。
- Rockin' November（2009年11月）
- Rockin' Rockin' Merry X'mas!（2009年12月24日）
- Rockin' February（2010年2月18日）
  - ゲストにクハラカズユキと怒髪天の増子直純

| CROSS FM 木曜夜の番組                                                              | CROSS FM 木曜夜の番組           | CROSS FM 木曜夜の番組 |
| 前番組                                                                             | 番組名                          | 次番組                |
| ---------------------------------------------------------------------------------- | ------------------------------- | --------------------- |
| music forest (20:00～21:00) STARFLYER presents Groovin'jazz Trippin (21:00～22:00) | スマイリー原島のRockin' special | MUSIC AMP             |

| スタブアイコン | サブスタブ | この項目は、まだ閲覧者の調べものの参照としては役立たない、ラジオ番組に関連した書きかけの項目です。この項目を加筆・訂正などしてくださる協力者を求めています（P:ラジオ/PJ:放送番組）。 |